# Rugby a 7 ai Giochi dei piccoli stati d'Europa
Il Rugby a 7 è inserito nel programma dei Giochi dei piccoli stati d'Europa dalla diciannovesima edizione che si è svolta nel 2023.

## Edizioni
| Giochi | Anno | Sede   | Gare |
| ------ | ---- | ------ | ---- |
| XIX    | 2023 | Paola  | 2    |
| XX     | 2025 | Ordino | 1    |

## Medagliere complessivo
Aggiornato alla ventesima edizione
| Posiz. | Nazione     | Oro | Argento | Bronzo | Totale |
| ------ | ----------- | --- | ------- | ------ | ------ |
| 1      | Andorra     | 1   | 1       | 1      | 3      |
| 2      | Lussemburgo | 1   | 0       | 0      | 1      |
| 2      | Monaco      | 1   | 0       | 0      | 1      |
| 4      | Malta       | 0   | 2       | 1      | 3      |
| 5      | Montenegro  | 0   | 0       | 1      | 2      |
| Totale | Totale      | 3   | 3       | 3      | 9      |